# Belo (Delnice)
Pour les articles homonymes, voir Belo.
Belo est une localité de Croatie située dans la municipalité de Delnice, dans le comitat de Primorje-Gorski Kotar. En 2001, la localité comptait 13 habitants.

## Démographie
| 1948 | 1953 | 1961 | 1971 | 1981 | 1991 | 2001 |
| ---- | ---- | ---- | ---- | ---- | ---- | ---- |
| 43   | 33   | 30   | 24   | 14   | 23   | 13   |